# Zotheca sambuci
Zotheca sambuci là một loài bướm đêm trong họ Noctuidae.